# Sahara Dynamite
Sahara Dynamite, född 13 april 2004 i Sverige, är en svensk varmblodig travhäst. Han tränades först av Timo Nurmos (2006–2009) och kördes då av Jorma Kontio. I slutet av karriären tränades han av Lutfi Kolgjini (2010–2011).
Sahara Dynamite tävlade åren 2007–2011 och sprang in 7,1 miljoner kronor på 38 starter varav 23 segrar, 5 andraplatser och 2 tredjeplatser. Bland hans främsta meriter räknas segrarna i Svenskt Trav-Kriterium (2007), Breeders' Crown (2007, 2008) och Svenskt Travderby (2008).

## Karriär
Sahara Dynamite debuterade i lopp och tog sin första seger den 28 februari 2007 på Solvalla. Han vann 10 av sina 14 starter under debutsäsongen 2007. Totalt sprang han under säsongen in närmare tre miljoner kronor, han vann bland annat Svenskt Travkriterium och Breeders' Crown för treåriga hingstar och valacker. Från den 2 november 2007 till den 30 november 2008 var han obesegrad på 11 starter. Under fyraårssäsongen 2008 vann han 9 av 10 lopp (andraplats vid enda förlusten) och sprang in över tre miljoner kronor. Han vann bland annat Svenskt Travderby den 7 november på Jägersro (med ett huvud före tvåan Wellino Boko) samt Breeders' Crown för fyraåriga hingstar och valacker den 1 november på Sundbyholms travbana.
Sahara Dynamite utsågs av SHK till "Årets 3-åring" i Sverige 2007 och "Årets 4-åring" i Sverige 2008.
Sahara Dynamite deltog i Elitloppet den 31 maj 2009 på Solvalla. Han kördes av Björn Goop. Ekipaget vann sitt försökslopp och kvalificerade sig därmed för final. I finalen slutade de oplacerade.
Efter skadeproblem gjorde han karriärens sista start den 9 oktober 2011 på Örebrotravet, där han slutade oplacerad.
Efter karriären har Sahara Dynamite varit avelshingst. Han har bland andra lämnat efter sig miljonärskan Zahara Goj (tränad av Björn Goop), som bland annat var tvåa i korta E3-finalen för ston 2016.